# 수 가드너
수 가드너(Sue Gardner, 1967년 ~ )는 위키미디어 재단의 사무총장이었다. 캐나다 방송 협회 웹사이트와 온라인 뉴스 매체의 기자 및 제작자를 지냈다.

## 생애
가드너는 캐나다 온타리오 포트 호프에서 캐나다 성공회 사제이자 교장의 딸로 자랐다. 캐나다 라이어슨 대학교 신문학과를 졸업했다. 1990년 캐나다 방송 협회 라디오 프로그램을 맡으면서 사회 생활을 시작했다. 방송 제작자, 기자, 다큐멘터리 제작자로 십 년 이상 일했다.

### 위키미디어 활동
2007년 캐나다 방송 협회를 퇴사하고 위키미디어 재단의 운영과 관리에 대해 고문하기 시작했다.
2007년 12월 재단 사무총장으로 고용되었다. 그 후 2년 동안 기금 조달 팀을 신설한 것을 포함한 직원을 증원하고 재단 사무소를 탬파에서 샌프란시스코로 이전하는 일을 관장했다.
2012년 1월 연례 기금 모금 행사가 끝났다고 알리는 감사의 글이 모든 문서 상단에 잠시 동안 배너로 게시되었을 때 그 배너에 가드너의 사진이 나타난 바 있다.
2014년 7월, 위키미디어 재단의 사무총장 자리에서 물러났으며, 후임자는 릴라 트레티코프이다.